# Premios Cataluña Construcción
Los Premios Cataluña Construcción son unos premios convocados por el Colegio de Aparejadores de Barcelona (CAATEEB) desde el año 2004 con el objetivo de reconocer el esfuerzo de los profesionales y empresarios del sector en Cataluña. Las categorías principales de los premios son a la dirección de ejecución de la obra, dirección integrada de proyecto, coordinación de seguridad, innovación en la construcción e intervención en edificación existente.
También se entrega un premio especial a la trayectoria profesional. Desde el año 2016 también se premien los mejores trabajos final de grado.
El jurado de los Premios Cataluña Construcción está formado por siete personas del mundo profesional, empresarial y académico. Organizados por el CAATEEB y abiertos a todos los profesionales de la construcción. Durante sus primeros 10 años, se presentaron más de mil candidaturas. Los premios cuentan con el apoyo del Consejo de Colegios de Aparejadores, Arquitectos Técnicos e Ingenieros de Edificación de Cataluña y de Arquinfad. Entre los edificios premiados, el 2015 se premió en dos bibliotecas públicas.
Los galardones de los Premios Cataluña Construcción consisten en la reproducción de una escultura diseñada por el artista Joan Brossa, mientras que a los finalistas y ganadores reciben un diploma acreditativo. La participación en los premios es gratuita.